# Terug in de tijd (André Hazes)
Terug in de tijd is een lied van de Nederlandse zanger André Hazes. Het werd in 1995 als single uitgebracht en stond in 1994 als zeventiende track en als nieuw nummer op de tweede cd van het verzamelalbum Al 15 jaar gewoon André.

## Achtergrond
Terug in de tijd is geschreven door John van de Ven, Jacques Verburgt en André Hazes en geproduceerd door Van de Ven en Verburgt. Het past in het genre levenslied. In het lied zingt Hazes over het begin van zijn carrière en met welke beroemde artiesten toen uit het niks optrok nadat hij was doorgebroken met Eenzame kerst. Hij noemt in het lied onder andere Nico Haak (met het lied Foxie foxtrot), André van Duin (met het lied Er staat een paard in de gang), Demis Roussos, Manke Nelis, Willy Alberti en Johnny Jordaan. 
Het nummer werd op single uitgebracht met het internationaal veelvoudig gecoverde Volare op de B-kant. 

## Hitnoteringen
De zanger had weinig succes met het lied in de hitlijsten van Nederland. Het kwam slechts tot de elfde positie van de Tipparade van de  Nederlandse Top 40. De Mega Top 50 werd niet bereikt. 